# 邯山区
邯山区，中国河北省邯郸市的一个区。邯郸由邯山而得名。市人民政府駐雪驰路69号。

## 历史
3000多年前，邯郸是殷商之京畿。战国时期是赵都的重要组成部分，也是当时最负盛名的冶铁中心。秦汉而后，逐渐凋零。建国后，邯山区的行政区划几经更易。1980年10月，邯山区建制。1986年4月，郊区建制撤消，所辖马头镇、马庄乡划归邯山区辖。

## 人口
根据第七次人口普查数据，截至2020年11月1日零时，邯山区常住人口为614303人。

## 行政区划
邯山区下辖11个街道办事处、5个镇、5个乡：
火磨街道、陵园路街道、光明路街道、滏东街道、罗城头街道、渚河路街道、浴新南街道、农林路街道、贸东街道、贸西街道、盛和路街道、北张庄镇、河沙镇镇、南堡乡和代召乡。